# Longformacus
Longformacus est un village écossais situé dans les Scottish Borders.